# Useu
Useu és un poble petit del terme municipal de Baix Pallars, a la comarca del Pallars Sobirà. Pertanyia a l'antic terme, suprimit el 1969, de Baén. El poble està quasi despoblat, amb algunes cases en ruïnes i té 7 habitants disseminats pel seu territori.
Està situat al sud-oest de l'antic cap de municipi, Baén, dalt d'un turó a l'esquerra del Barranc dels Obacs i la seva continuïtat cap a ponent, el Barranc de les Salines.
Useu tenia una església parroquial una mica allunyada del poble, a llevant d'aquest. Estava dedicada a sant Romà i fou substituïda en època moderna (segle xviii) per una segona església, sota la mateixa advocació, aquesta ja situada dins del poble.

## Etimologia
Segons Joan Coromines, Useu és un dels molts topònims pirinencs d'origen basc. Està format per dos ètims: us/aus (ventisca, borrasca...) i itze (sufix col·lectivitzador).

## Història

### Edat medieval
En un precepte de Carlemany del 802, aquest fa donació del castell i l'església d'Useu al monestir de Gerri: "Ego, Karolus Rex, dono Domine Deu et Sancto Vecentio gerrensi monasterio,... et dono ... ipsum castrum de Baien et Ayce et Oset, et ipsam silvam et ipsam ecclesias et ipsam villas, ..."

### Edat moderna
En el fogatge del 1553, Useu declara 3 focs laics.

### Edat contemporània
Pascual Madoz dedica un breu article del seu Diccionario geográfico... a Useu. S'hi pot llegir que el poble està situat en el vessant de muntanyes molt elevades, on és combatut pels vents del nord i de llevant. El clima hi és fred, i propens a inflamacions i apoplexia. Tenia en aquell moment 13 cases i una església, dedicada a Sant Romà, sufragània de la de Baén. També parla d'una font al poble i d'alguna més als voltants.

## Demografia
| 1717 | 1970 | 1981 | 2000 | 2002 | 2004 | 2006 | 2008 | 2010 | 2011 | 2013 |
| ---- | ---- | ---- | ---- | ---- | ---- | ---- | ---- | ---- | ---- | ---- |
| 45   | 30   | 15   | 7    | 3    | 6    | 6    | 6    | 6    | 8    | 7    |

### Les cases del poble[5]
| - Casa Batlle - Casa Carrutxo - Casa Coixet - Casa Gall | - Casa Guillem - La Mola de Riu Major - Casa Maduret | - Casa Planxat - Casa Plata - La Rectoria | - Casa Rei - Casa Riumajor - Casa Torrodà |

## Comunicacions
Mena a Useu la pista de Baén, que arrenca del punt quilomètric 295,2 de la carretera N-260, des d'on travessa la Noguera Pallaresa pel pont de Baén. Poc després de passar el desviament a Bresca està el d'Useu, a mà dreta.